# Tecnologia a fori passanti

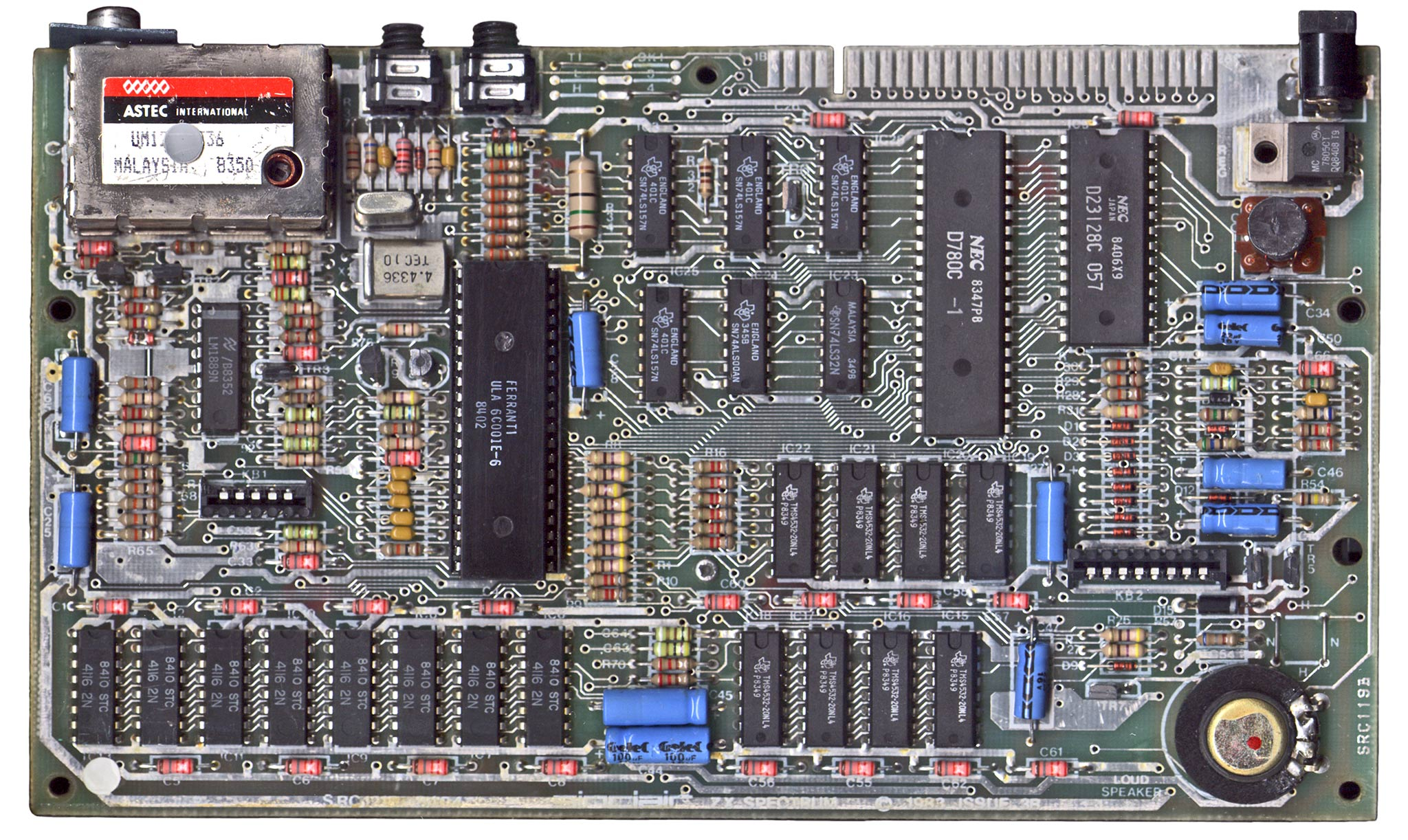
Circuito realizzato con la tecnologia a fori passanti (ZX Spectrum)

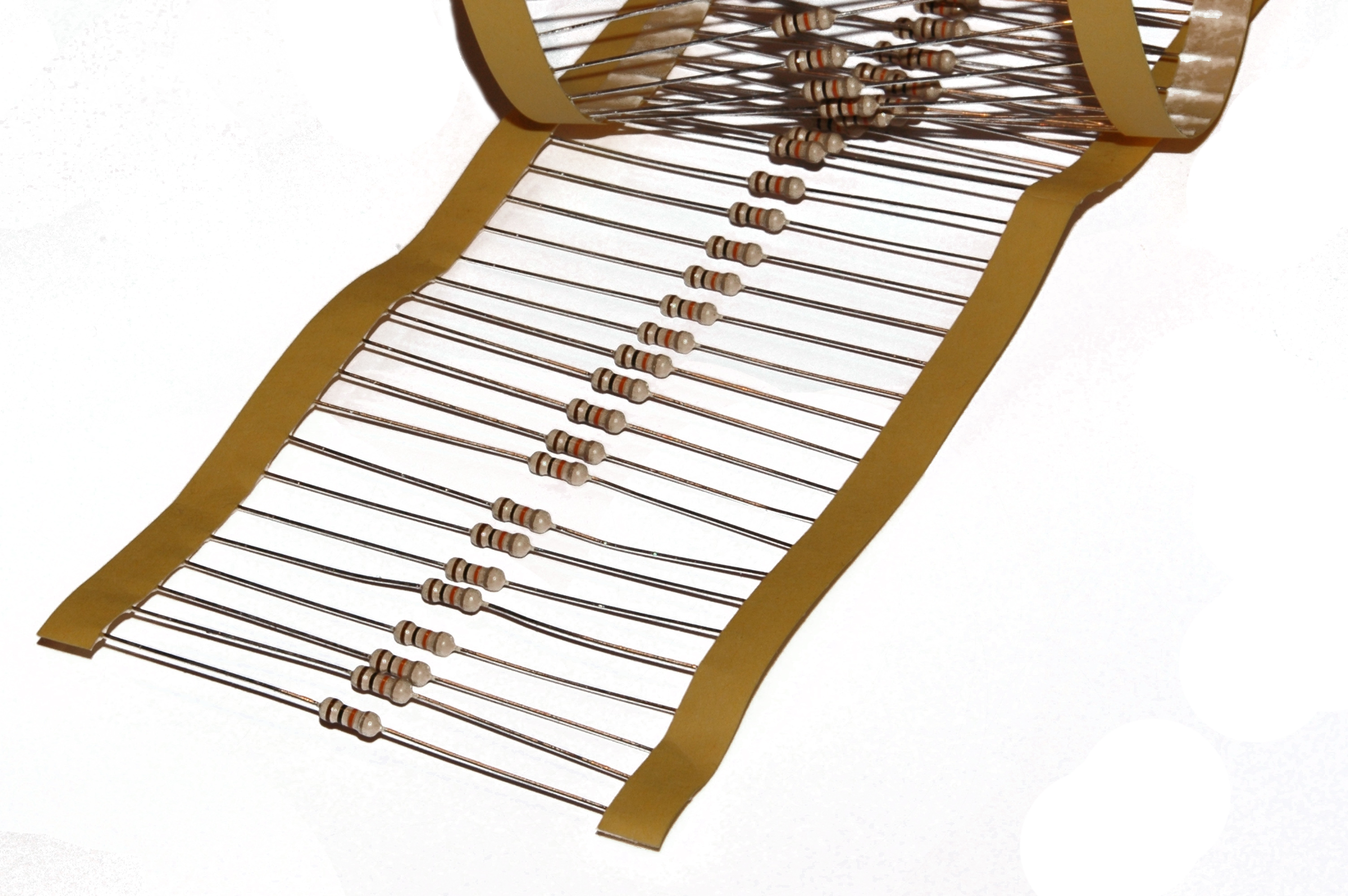
Resistori adatti per l'uso su circuiti stampati costruiti con la tecnologia through-hole

In elettronica la tecnologia a fori passanti (in inglese through-hole technology, in acronimo THT) è una tecnica utilizzata per l'assemblaggio di un circuito stampato secondo cui i piedini e i reofori dei componenti sono inseriti in alcuni fori (hole, in inglese) e inseriti nel circuito stampato e saldati dalla parte opposta della scheda.
Questa tecnologia rimpiazzò quasi completamente ogni precedente tecnica di assemblaggio, come la costruzione punto a punto. Dalla seconda generazione dei computer negli anni cinquanta fino allo sviluppo della tecnologia a montaggio superficiale negli anni ottanta, ogni componente su un tipico circuito stampato era assemblato con la tecnologia a fori passanti.